# Глинка, Исидор
Исидор Глинка (17 февраля 1909 — 18 мая 1983) — канадский биохимик украинского происхождения, глава Конгресса украинцев Канады. Брат общественно-политического деятеля Антона Глинки.

## Биография
Происходил из семьи певца и музыканта хора А. Витошинского, фольклориста Григория Глинки. Исидор родился в селе Денисов. В 1910 году с семьей уехал в Канаду, где поселился в селе возле города Дельфы (провинция Альберта). Здесь Исидор получил начальное образование. В Эдмонтоне окончил среднюю школу.
В 1929 году окончил учительскую коллегию Кемроуз. Затем поступил в Альбертский университет в г. Эдмонтон, который окончил в 1937 году. В 1939 году окончил Калифорнийский технологический институт (г. Пасадена), где получил степень доктора биохимии.
В 1939—1947 годах работал в Министерстве сельского хозяйства Канады в Оттаве. В 1947 году назначен ассистентом директора Канадской комиссии зерна в Виннипеге (до 1972 года), где руководил работой специалистов и студентов из Японии, Великобритании, Югославии, Болгарии и Нидерландов. Вскоре вошел в секции Американской ассоциации по переработке хлебных злаков.
Вместе с научной и государственной деятельностью занимался общественной деятельностью и журналистикой. С 1963 года стал издавать журнал «Chemistry and Technology», что стало источником важной справочной информации по вопросам применения биохимии в выращивании пшеницы. Публиковалась в переводе во многих странах мира, в том числе Советском Союзе.
Одновременно становится членом правления Украинского культурно-образовательного центра. В 1963 году стал основателем и первым председателем Шевченковского фонда при Конгрессе украинцев Канады (до 1978 года). Одновременно стал идеологом внедрения мультикультурализма в Канаде. 1963 года направил представление в Королевской комиссии по двуязычию и биокультурности по защите других языков и культур кроме английской и французской.
С конца 1960-х годов до начала 1980-х годов был исполнительным членом совета директоров Андреевского колледжа в Виннипеге и исполнительным членом президиума Украинского Канадского комитета. Умер в 1983 году в Виннипеге.

## Творчество
В его научном наследии есть 100 работ по биохимии, в частности пшеницы и качества хлеба. В 1967 году стал первым лауреатом премии Брабендера. За свою научную деятельностью 1976 года награждён высшей наградой американских химиков — медалью Осборна. Становится почетным доктором наук Университета Манитобы.
Публиковался под псевдонимом Иван Пушка в газете «Украинский голос». В 1950-х публиковался в бюллетене Украинского Канадского комитета. В 1981 году отдельной книгой издан сборник статей «The Other Canadians». В 1964 году выступил соавтором труда «Wheat Chemistry and Technology».
- Hlynka, Isydore (1981). The Other Canadians (selected articles from the column of "Ivan Harmata, " pseudonym for Isydore Hlynka). Winnipeg: Trident Press.
- Hlynka, Isydore, ed. (1964). Wheat, Chemistry, and Technology. St. Paul, Minnesota: American Association of Cereal Chemists.